# Campeonato paraguayo de fútbol playa
El Campeonato Nacional de fútbol de playa es el máximo evento a nivel de selecciones de fútbol playa del Paraguay. Es organizado por la Asociación Paraguaya de Fútbol (APF).

## Fase capitalina
En esta etapa juegan los mejores cuatro equipos clasificados del Metropolitano. (campeón, vicecampeón, tercero y cuarto).
El actual Campeón de la fase Meteopolitana es el Garden Club Paraguayo de Luque.

## Fase final
En la etapa final del torneo participan cuatro equipos representando al interior del país UFI y cuatro equipos representando a la capital APF. Y el equipo del municipio organizador.
Conformando tres series de tres equipos en cada serie.
Clasifican a las semifinales los primeros de cada serie y el mejor segundo.

## Lista de Campeones
| Edición | Temporada | Selección   |
| ------- | --------- | ----------- |
| 1.ª     | 2010      | Areguá      |
| 2.ª     | 2011      | Encarnación |
| 3.ª     | 2012      | Encarnación |
| 4.ª     | 2013      | Areguá      |

## Palmarés

### General (2010-2013)
| Selección   | Títulos |
| ----------- | ------- |
| Encarnación | 2       |
| Areguá      | 2       |